# Posada (localidad)
Posada es una villa antigua de Cerdeña, Italia y la principal villa de un distrito histórico llamado Baronia di Posada o Baronía Alta (para distinguirla de la Baronia Bassa o Baronia di Orosei/Galtelli), en la costa tirrena de la isla.
La parte antigua del pueblo se encuentra en la cima de una colina, conservando un particular centro histórico medieval, con las ruinas de un castillo (Castello della Fava) y una torre cuadrada del siglo XIII.
El castillo fue residencia veraniega de la condesa Leonor de Arborea, y fue objeto de posesión por el condado de Arborea y el de Aragón, durante una larga lucha antes de la conquista española.
El castillo posteriormente fue la residencia del varón de Posada, un título creado en 1431 para Don Nicolò Carroz. En 1852 finalmente el título nobiliario fue comprado por el reino de Cerdeña.
En su territorio se deberían encontrar los templos etruscos y nurágicos de la ciudad de Feronia, ahora perdidos.

## Evolución demográfica
| Gráfica de evolución demográfica de Posada entre 1861 y 2001 |
|                                                              |
| Fuente ISTAT - elaboración gráfica de Wikipedia              |